# Mira Bryssinck
Mira Bryssinck (Gent, 29 april 1993) is een Vlaamse actrice en theatermaker.
Geïnspireerd door een juf die in het amateurtheater zat, begon ze op tienjarige leeftijd bij het jeugdkunstencentrum KOPERGIETERY te spelen. Ze speelde onder meer een hoofdrol in Remember me (2009) van Jan Sobrie en Geert Vandyck, waarmee ze door heel Vlaanderen toerde. 
Hierna begon ze een opleiding Drama aan de Koninklijke Academie voor Schone Kunsten van Gent, waar ze in 2016 afstudeerde. In datzelfde jaar maakte ze in samenwerking met het ontmoetingshuis Villa Voortman de voorstelling Utopia, die geprogrammeerd werd op Theater Aan Zee. 
Nog tijdens haar studies speelde ze de rol van Tina Dibrani in de tv-reeks Tytgat Chocolat, die in het najaar van 2017 op Eén verscheen.
Mira Bryssinck is vooral actief binnen het theater. In 2018 maakte ze samen met Jan Marcoen de voorstelling Letter bij het Het Gevolg. In 2019 schreef en speelde ze de monoloog Glory box voor Compagnie Cecilia. 
In 2019 was Mira Bryssinck eerste laureaat van de Karen Vernimmen Prijs.